# П'єзоелектричний датчик

П'єзоелектричний диск створює напругу при деформації (зміна форми сильно перебільшена)

П'єзоелектричний датчик — це пристрій, який використовує п'єзоелектричний ефект для вимірювання змін тиску, прискорення, температури, деформації або сили шляхом їх перетворення в електричний заряд. Префікс п'єзо- по-грецьки означає «натиск» або «стиск».

## Застосування
П'єзоелектричні датчики є універсальними інструментами для вимірювання різних процесів. Вони використовуються для забезпечення якості, керування процесами, а також для досліджень і розробок у багатьох галузях промисловості. П'єр Кюрі відкрив п'єзоелектричний ефект у 1880 році, але лише в 1950-х виробники почали використовувати п'єзоелектричний ефект у промислових датчиках. З тих пір цей принцип вимірювання використовується все частіше і став зрілою технологією з відмінною внутрішньою надійністю.
Вони успішно використовуються в різних сферах, наприклад, у медицині, аерокосмічній промисловості, ядерних приладах, а також як датчики нахилу в споживчій електроніці або датчики тиску в сенсорних панелях мобільних телефонів. У автомобільній промисловості п'єзоелектричні елементи використовуються для контролю згоряння при розробці двигунів внутрішнього згоряння. Датчики або безпосередньо встановлюються в додаткові отвори в головці блоку циліндрів, або свічка запалювання/розжарювання оснащена вбудованим мініатюрним п'єзоелектричним датчиком.
Розвиток п'єзоелектричної технології безпосередньо пов'язаний із набором невід'ємних переваг. Високий модуль пружності багатьох п'єзоелектричних матеріалів порівнянний з модулем багатьох металів і досягає 106 Н/м2. Незважаючи на те, що п'єзоелектричні датчики є електромеханічними системами, які реагують на стиснення, чутливі елементи демонструють майже повну відсутність зміни розміру. Це надає п'єзоелектричним датчикам міцність, надзвичайно високу власну частоту та чудову лінійність у широкому діапазоні амплітуд. Крім того, п'єзоелектрична технологія нечутлива до електромагнітних полів і випромінювання, що дозволяє проводити вимірювання в суворих умовах. Деякі використовувані матеріали (особливо фосфат галію або турмалін) є надзвичайно стабільними при високих температурах, що дозволяє датчикам мати робочий діапазон температур до 1000 °C. Крім п'єзоелектричного ефекту, турмалін демонструє піроелектричний ефект — це здатність генерувати електричний сигнал при зміні температури кристала. Цей ефект також характерний для п'єзокерамічних матеріалів. Гаучі в роботі Piezoelectric Sensorics (2002) пропонує цю порівняльну таблицю характеристик матеріалів п'єзодатчика та інших типів:
| Принцип          | Чутливість до механічного напруження [В/µε] | Поріг [µε] | Відношення розмаху порогу |
| ---------------- | ------------------------------------------- | ---------- | ------------------------- |
| П'єзоелектричний | 5.0                                         | 0,00001    | 100 000 000               |
| П'єзорезистивний | 0,0001                                      | 0,0001     | 2 500 000                 |
| Індуктивний      | 0,001                                       | 0,0005     | 2 000 000                 |
| Ємнісний         | 0,005                                       | 0,0001     | 750 000                   |
| Резистивний      | 0,000005                                    | 0,01       | 50 000                    |

Одним із недоліків п'єзоелектричних датчиків є те, що їх не можна використовувати для справді статичних вимірювань. Статична сила призводить до утворення фіксованої кількості заряду на п'єзоелектричному матеріалі. У звичайній зчитуючій електроніці недосконалі ізоляційні матеріали та зменшення внутрішнього опору датчика спричиняють постійну втрату електронів і дають сигнал, що зменшується. Підвищені температури викликають додаткове падіння внутрішнього опору та чутливості. Основний вплив на п'єзоелектричний ефект полягає в тому, що зі збільшенням тиску та температури чутливість знижується через утворення двійників. У той час як кварцові датчики повинні охолоджуватися під час вимірювань при температурах вище 300 °C, спеціальні типи кристалів, як-от фосфат галію  GaPO4, не демонструють утворення двійників аж до точки плавлення самого матеріалу.
Однак не вважається правильним твердження, що п'єзоелектричні датчики можна використовувати лише для дуже швидких процесів або за умов навколишнього середовища. Насправді численні п'єзоелектричні застосування виконують квазістатичні вимірювання, а інші застосування працюють при температурах вище 500 °C.
П'єзоелектричні датчики також можна використовувати для визначення ароматів у повітрі шляхом одночасного вимірювання резонансу та ємності. Електроніка, керована комп'ютером, значно розширює діапазон потенційних застосувань для п'єзоелектричних датчиків.
П'єзоелектричні датчики також можна побачити в природі. Колаген у кістці є п'єзоелектричним і, на думку деяких вчених, діє як біологічний датчик сили. П'єзоелектричні властивості також виявлені в колагені м'яких тканин, таких як ахіллове сухожилля, стінки аорти та серцеві клапани.

## Принцип дії
Спосіб розрізання п'єзоелектричного матеріалу визначає один із трьох основних режимів його роботи:
- Поперечна дія
- Поздовжна дія
- Зсув

### Поперечний ефект
Сила, прикладена вздовж нейтральної осі (y), зміщує заряди вздовж напрямку (x), перпендикулярного до силової лінії. Заряд ({\displaystyle Q_{x}}) залежить від геометричних розмірів відповідного п'єзоелемента. Якщо застосовувати розміри {\displaystyle a,b,d},
{\displaystyle Q_{x}=d_{xy}F_{y}b/a} ,
де {\displaystyle a} — розмір на лінії нейтральної осі, {\displaystyle b} знаходиться на одній лінії з віссю утворення заряду і {\displaystyle d} — відповідний п'єзоелектричний коефіцієнт. 

### Поздовжній ефект
Величина зміщеного заряду строго пропорційна прикладеній силі та не залежить від розміру та форми п'єзоелемента. Встановлення кількох елементів механічно послідовно та електрично паралельно є єдиним способом збільшити потужність заряду. Результуючий заряд становить
{\displaystyle Q_{x}=d_{xx}F_{x}n~} ,
де {\displaystyle d_{xx}} це п'єзоелектричний коефіцієнт для заряду в напрямку x, вивільненого силами, прикладеними вздовж напрямку x (у пКл/Н). {\displaystyle F_{x}} це прикладена Сила в напрямку x [N] і {\displaystyle n} відповідає кількості складених елементів.

### Ефект зсуву
Вироблений заряд точно пропорційний прикладеній силі та генерується під прямим кутом до сили. Заряд не залежить від розміру і форми елемента. для {\displaystyle n} елементи механічно послідовно і електрично паралельно заряд складає
{\displaystyle Q_{x}=2d_{xx}F_{x}n} .
На відміну від поздовжнього ефекту та ефекту зсуву, поперечний ефект дає змогу точно налаштувати чутливість до прикладеної сили та розміру елемента.

## Електричні властивості

Схематичне позначення та електронна модель п'єзоелектричного датчика

П'єзоелектричний перетворювач має дуже високий вихідний опір і може бути змодельований як пропорційне джерело напруги та ланцюг фільтрів. Напруга V на джерелі прямо пропорційна прикладеній силі, тиску або деформації. Вихідний сигнал пов'язаний з цією механічною силою так, ніби він пройшов через еквівалентну схему.

АЧХ п'єзодатчика; відношення вихідної напруги до прикладеної сили в залежності від частоти

Детальна модель включає ефекти механічної конструкції датчика та інші неідеальні особливості. Індуктивність Lm обумовлена масою та інерцією самого датчика. Ce обернено пропорційна механічній пружності датчика. C0 представляє статичну ємність перетворювача, що є результатом інерційної маси нескінченного розміру. R i — опір витоку ізоляції елемента перетворювача. Якщо датчик підключено до опору навантаження, опір навантаження також діє паралельно з опором ізоляції, обидва збільшують граничну частоту верхніх частот.

У плоскій області датчик можна змоделювати як джерело напруги послідовно з ємністю датчика або джерело заряду паралельно ємності

Для використання датчиком зазвичай використовується плоска область діаграми частотної характеристики між межею високих частот і резонансним піком. Опір навантаження та опір витоку має бути достатньо великим, щоб низькі частоти, що представляють інтерес, не були втрачені. У цій області можна використовувати спрощену модель еквівалентної схеми, в якій Cs представляє ємність самої поверхні датчика, визначену за стандартною формулою для ємності паралельних пластин.
Датчик також можна змоделювати як джерело заряду, включене паралельно ємності джерела, із зарядом, прямо пропорційним прикладеній силі.

## Конструкція датчика

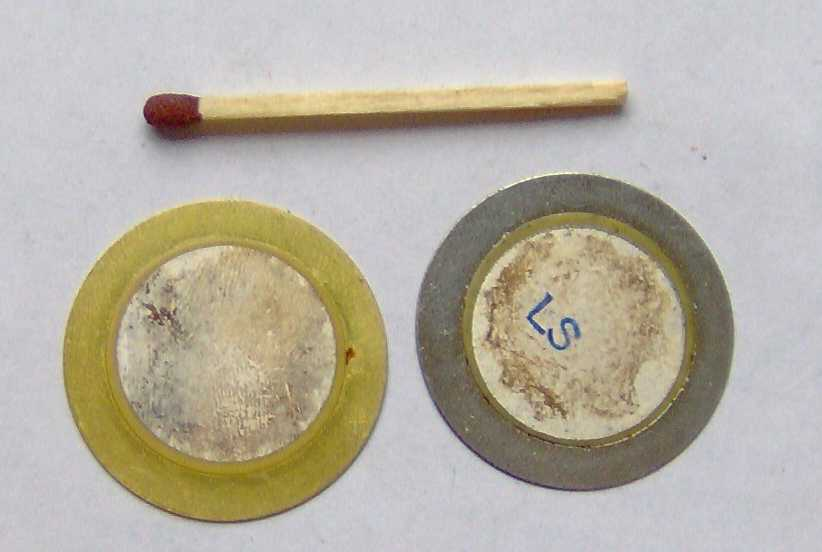
Металеві диски з п'єзоматеріалом, які використовуються в зумерах або як Контактний мікрофон

П'єзоелектрична технологія може вимірювати різні фізичні величини, найчастіше тиск і прискорення. Для датчиків тиску використовується тонка мембрана та масивна основа, що гарантує, що прикладений тиск навантажує елементи в одному напрямку. У акселерометрів сейсмічна маса прикріплена до кристалічних елементів. Коли акселерометр відчуває рух, незмінна сейсмічна маса навантажує елементи відповідно до другого закону руху Ньютона {\displaystyle F=ma}.
Основна відмінність у принципі роботи між цими двома випадками полягає в тому, як вони прикладають зусилля до чутливих елементів. У датчику тиску тонка мембрана передає зусилля на елементи, а в акселерометрах прикріплена сейсмічна маса застосовує зусилля. Датчики часто мають тенденцію бути чутливими до кількох фізичних величин. Датчики тиску видають помилковий сигнал, коли вони піддаються вібрації. Тому складні датчики тиску використовують елементи компенсації прискорення на додаток до чутливих елементів тиску. Ретельно зіставляючи ці елементи, сигнал прискорення (виділений від компенсаційного елемента) віднімається від комбінованого сигналу тиску та прискорення, щоб отримати справжню інформацію про тиск.
Датчики вібрації також можуть збирати втрачену енергію від механічних коливань. Це досягається шляхом використання п'єзоелектричних матеріалів для перетворення механічного напруження в корисну електричну енергію.

## Чутливі матеріали
Для п'єзоелектричних датчиків використовуються три основні групи матеріалів: п'єзоелектрична кераміка, монокристалічні матеріали та тонкоплівкові п'єзоелектричні матеріали. Керамічні матеріали (такі як кераміка PZT) мають п'єзоелектричну постійну/чутливість, яка приблизно на два порядки вище, ніж у природних монокристалічних матеріалів, і їх можна виготовити за допомогою недорогих процесів спікання. П'єзоефект в п'єзокераміці «натренований», тому їх висока чутливість з часом погіршується. Ця деградація сильно корелює з підвищенням температури.
Менш чутливі природні монокристалічні матеріали (фосфат галію, кварц, турмалін) мають більш високу довгострокову стабільність — при дбайливому поводженні, майже необмежену. Існують також нові комерційно доступні монокристалічні матеріали, такі як ніобат магнію свинцю-титанат свинцю (PMN-PT). Ці матеріали пропонують покращену чутливість порівняно з , але мають нижчу максимальну робочу температуру, і наразі їх складніше виготовити через чотирикомпонентний матеріал порівняно з трикомпонентним матеріалом PZT.
Тонкоплівкові п'єзоелектричні матеріали можна виготовити за допомогою методів розпилення, хімічне осадження з парової фази, ALD (атомно-шарової епітаксії) тощо. Тонкоплівкові п'єзоелектричні матеріали використовуються в програмах, де висока частота (> 100 МГц) використовується в методі вимірювання та/або в додатку надається перевага малому розміру.